# Armée belge en 1914

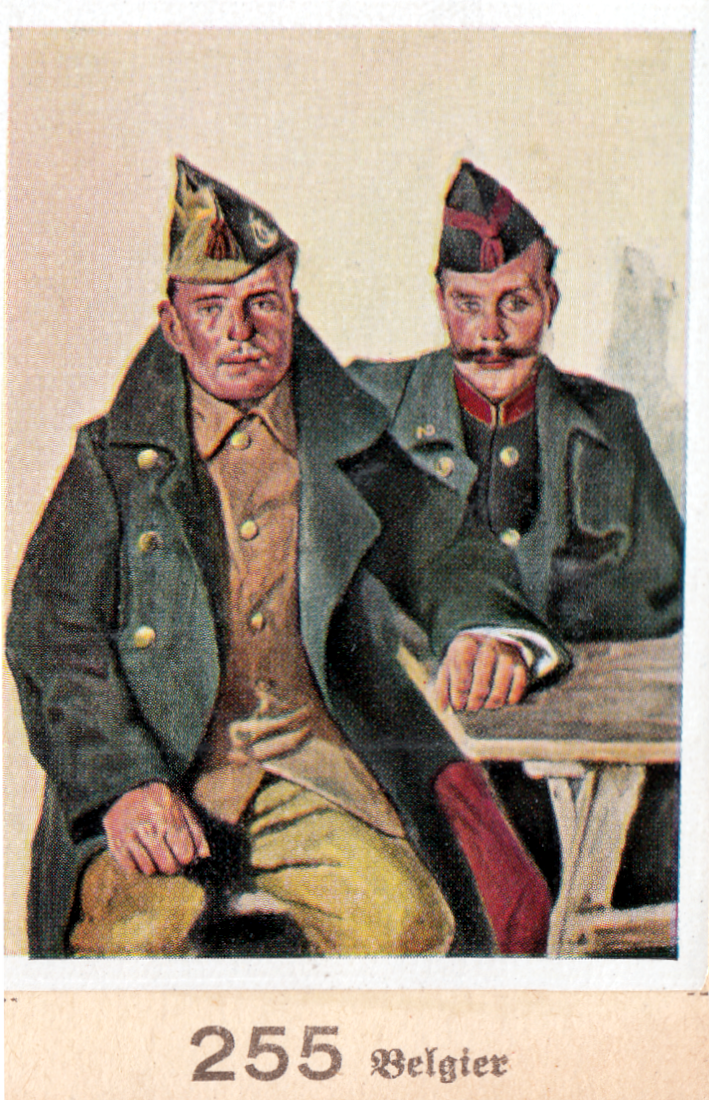
« La Grande Guerre » (série d'images dans paquets de cigarettes, publiée par Cigarretten Bilddienstes Dresden) - Soldats ennemis : Belges.

L’armée belge au début du XXe siècle est très modeste en comparaison de la puissance militaire de ses voisins allemand et français. Par rapport à ceux-ci, les troupes belges comportent quelques originalités de terminologie et d'organisation.
La Première Guerre mondiale commence pour le royaume de Belgique le 4 août 1914 ; son territoire est ensuite presque totalement envahi par les forces armées allemandes (Deutsches Heer), qui instaurent avant l'hiver l'occupation allemande de la Belgique.

## Armée de temps de paix

### Dernières réformes
À la suite d'une réorganisation majeure de l'armée autorisée par le gouvernement de Broqueville en 1912, l'armée du royaume se composait de 350 000 hommes (150 000 dans l'active, 130 000 dans les garnisons de forteresse et 70 000 réservistes et auxiliaires). Cependant, cette réorganisation n'était pas encore complète car son achèvement était prévu pour 1926 et seulement 117 000 hommes étaient mobilisables en 1914. À ces effectifs s'ajoutent ceux de la Garde civique, qui s'élevaient à environ 30 000 hommes. 
Le commandant en chef de l'armée était le roi Albert Ier. En 1914, son chef d'état-major était le lieutenant-général chevalier de Selliers de Moranville.

### Organisation
1re circonscription militaire, à Gand :
- 2e (en garnison à Gand), 3e (Ostende) et 4e (Bruges) régiments de ligne ;
- 3e (Bruges) et 4e (Gand) régiments de lanciers ;
- 1er régiment d’artillerie (Gand).

2e circonscription militaire, à Anvers :
- 5e, 6e, 7e et 8e régiments de ligne (Anvers) ;
- 5e régiment de lanciers (Malines) ;
- 2e régiment d’artillerie (Lierre).

3e circonscription militaire, à Liège :
- 11e (Hasselt), 12e et 14e (Liège) régiments de ligne ;
- 2e régiment de lanciers (Liège) ;
- 3e régiment d’artillerie (Liège).

4e circonscription militaire, à Namur :
- 10e (Arlon) et 13e régiments de ligne (Namur) ;
- 1er régiment de chasseurs à pied (Charleroi) et 1er régiment de lanciers (Namur) ;
- 4e régiment d’artillerie (Namur).

5e circonscription militaire, à Mons :
- 1er régiment de ligne (Ath), 2e (Mons) et 3e (Tournai) régiments de chasseurs à pied ;
- 2e régiment de chasseurs à cheval (Mons).

6e circonscription militaire, à Bruxelles :
- régiment de grenadiers, 1er et 2e régiments de carabiniers et 9e régiment de ligne (Bruxelles) ;
- 1er (Tournai) et 4e (Louvain) régiments de chasseurs à cheval, 1er et 2e régiments de guides (Bruxelles) et bataillon de carabiniers cyclistes (Bruxelles) ;
- 5e (Louvain) et 6e (Bruxelles) régiments d’artillerie.

## Effets de la mobilisation

### Doublement des unités
L'application en 1914 du plan de mobilisation double les effectifs de l'armée belge : chaque régiment reçoit assez de réservistes pour dédoubler la majorité des unités.
Dans l'infanterie de ligne, chaque régiment passe de trois bataillons de temps de paix (Ier, IIe et IIIe d'« active ») à six, les trois nouveaux bataillons (Ier, IIe et IIIe bis) formant un nouveau régiment. Ces deux régiments sur le pied de guerre forment ensemble une « brigade mixte », mixte car comprenant aussi deux batteries d'artillerie (chacune à quatre canons). Chaque brigade comprend la compagnie de mitrailleurs du régiment d'active, possédant six mitrailleuses.

### Composition d'une division
L'armée belge est subdivisée en six « divisions d'armée » (l'équivalent des divisions d'infanterie dans les autres armées), complétées par une division de cavalerie. Chaque division se composait de trois brigades mixtes, un régiment de cavalerie, un régiment d'artillerie et diverses unités de transport.
La force nominale d'une division variait de 25 500 à 32 000 hommes tous grades confondus, avec un effectif total de dix-huit bataillons d'infanterie, un régiment de cavalerie, dix-huit mitrailleuses et quarante-huit canons. Deux divisions (la 2e et la 6e) ont chacune eu un détachement additionnel d'artillerie, pour un total de soixante canons.
La division de cavalerie avait deux brigades de deux régiments chacune, trois batteries à cheval, un bataillon de cyclistes, une compagnie de pionniers-pontonniers cyclistes et des unités de support. Son effectif total se montait à 2 500 sabres, 450 cyclistes et douze canons.

### Ordre de bataille
Commandant en chef : Albert Ier, roi des Belges
La 1re division d'armée (en), commandée par le lieutenant-général Baix, est mobilisée en Flandre dans les provinces de Flandre-Orientale et de Flandre-Occidentale, avec son état-major à Gand :
- 2e brigade mixte (à Gand), composée des 2e et 22e régiments de ligne ainsi que de deux batteries d'artillerie montées ;
- 3e brigade mixte (à Ostende), 3e et 23e régiments de ligne, deux batteries montées ;
- 4e brigade mixte (à Bruges), 4e et 24e régiments de ligne, deux batteries montées ;
- 3e régiment de lanciers (Bruges) ;
- 1er régiment d'artillerie (Gand), deux batteries montées et deux autres de réserve ;
- bataillon de génie divisionnaire (composé de deux compagnies de pionniers et de pontonniers).

La 2e division d'armée (en), commandée par le lieutenant-général Émile Dossin de Saint-Georges, est mobilisée dans la province d'Anvers, avec état-major à Anvers :
- 5e brigade mixte (Anvers), avec les 5e et 25e régiments de ligne, ainsi que deux batteries montées ;
- 6e brigade mixte (Anvers), 6e et 26e régiments de ligne, deux batteries montées ;
- 7e brigade mixte (Anvers), 7e et 27e régiments de ligne, trois batteries montées ;
- 4e régiment de chasseurs à cheval (Louvain) ;
- 2e régiment d'artillerie (Lierre), quatre batteries montées et deux de réserve ;
- bataillon de génie divisionnaire.

La 3e division d'armée (en), commandée par le lieutenant-général Gérard Leman et mobilisée dans les provinces de Liège et du Limbourg, a son état-major à Liège :
- 9e brigade mixte (Bruxelles), composée des 9e et 29e régiments de ligne, ainsi que de deux batteries montées ;
- 11e brigade mixte (Hasselt), 11e et 31e régiments de ligne, deux batteries montées ;
- 12e brigade mixte (Liège), 12e et 32e régiments de ligne, deux batteries montées ;
- 14e brigade mixte (Liège), 14e et 34e régiments de ligne, deux batteries montées ;
- 2e régiment de lanciers (Liège) ;
- 3e régiment d'artillerie (Liège), deux batteries montées et deux de réserve ;
- bataillon de génie divisionnaire.

La 4e division d'armée (en), commandée par le lieutenant-général Augustin Édouard Michel du Faing d'Aigremont, est mobilisée dans la province de Namur, avec état-major à Namur :
- 8e brigade mixte (Laeken), composée des 8e et 28e régiments de ligne, ainsi que de deux batteries montées ;
- 10e brigade mixte (Namur), 10e et 30e régiments de ligne, deux batteries montées ;
- 13e brigade mixte (Namur), 13e et 33e régiments de ligne, deux batteries montées ;
- 15e brigade mixte (Charleroi), 1er et 4e régiments de chasseurs à pied, deux batteries montées ;
- 1er régiment de lanciers (Namur) ;
- 4e régiment d'artillerie (Tirlemont), deux batteries montées et deux de réserve ;
- bataillon de génie divisionnaire.

La 5e division d'armée (en), commandée par le lieutenant-général Adolphe Léon Jules Georges Ruwet, est mobilisée essentiellement dans la province de Hainaut, avec son état-major à Mons :
- 1re brigade mixte (Gand), avec les 1er et 21e régiments de ligne, deux batteries montées ;
- 16e brigade mixte (Mons), 2e et 5e régiments de chasseurs à pied, deux batteries montées ;
- 17e brigade mixte (Tournai), 3e et 6e régiments de chasseurs à pied, deux batteries montées ;
- 2e régiment de chasseurs à cheval (Mons) ;
- 5e régiment d'artillerie (Louvain), deux batteries montées et deux de réserve ;
- bataillon de génie divisionnaire.

La 6e division d'armée (en), commandée par le lieutenant-général Albert Lantonnois van Rode, est mobilisée dans la province de Brabant, avec son état-major à Bruxelles :
- 18e brigade mixte (Bruxelles), composée du 1er et 2e régiments de grenadiers, deux batteries montées ;
- 19e brigade mixte (Bruxelles), 1er et 3e régiments de carabiniers, deux batteries montées ;
- 20e brigade mixte (Bruxelles), 2e et 4e régiments de carabiniers, deux batteries montées ;
- 2e régiment de chasseurs à cheval (Tournai) ;
- 6e régiment d'artillerie (Bruxelles), deux batteries montées, deux à cheval et deux de réserve ;
- bataillon de génie divisionnaire.

La division de cavalerie, commandée par le lieutenant-général Léon de Witte de Haelen, a son état-major installé à Bruxelles :
- 1e brigade de cavalerie (Bruxelles), composée des 1er régiment de guides et 2e régiment de guides ;
- 2e brigade de cavalerie (Gand), avec les 4e et 5e régiments de lanciers, ainsi que le 4e régiment de chasseurs à cheval ;
- bataillon de carabiniers cyclistes  (Bruxelles) ;
- groupe d'artillerie à cheval (trois batteries à cheval).

En outre, il y avait des garnisons dans les positions fortifiées d'Anvers, de Liège et de Namur, placées sous les ordres d'un commandant local, chaque régiment d'infanterie fournissant trois bataillons de forteresse :
- à Anvers, un régiment d'artillerie de côte à six batteries (quatre d'active et deux de réserve), un régiment d'artillerie de place à 25 batteries (organisé en cinq bataillons), le parc de siège et le régiment du génie (deux bataillons d'active à quatre compagnies, quatre bataillons de réserve, deux compagnies de sapeurs-mineurs, une compagnie de pontonniers et une de projecteurs ;
- à Liège, quatre bataillons d'artillerie, soit douze batteries d'active et trois batteries de réserve, ainsi qu'un bataillon de génie (à trois compagnies : de pontonniers, de sapeurs-mineurs et de télégraphistes) ;
- à Namur, trois bataillons d'artillerie, soit neuf batteries d'active et trois de réserve, ainsi qu'un bataillon de génie (trois compagnies)[2].